# Michaela Trněná
Michaela Trněná (* 11. ledna 1966 Šlapanice) je česká politička a překladatelka, od roku 2010 zastupitelka a od roku 2014 starostka města Šlapanice v okrese Brno-venkov.

## Život
Absolvovala brněnské Gymnázium Křenová a následně vystudovala obor čeština – angličtina na Filozofické fakultě Masarykovy univerzity (získala titul Mgr.), má státní zkoušku z angličtiny a němčiny.
Profesně se věnovala překladu softwaru do češtiny. Byla více než 20 let trenérkou mládeže i předsedkyní v oddílu sportovní gymnastiky TJ Sokol Šlapanice a předsedkyní školské rady při ZŠ Šlapanice. S několika lidmi spoluzaložila občanské sdružení Čisté Šlapanice a začala se také angažovat v komunální politice.
Michaela Trněná žije ve městě Šlapanice v okrese Brno-venkov, a to konkrétně v místní části Bedřichovice. Je vdaná, má čtyři děti. Mezi její zájmy patří především turistika, cykloturistika a četba.

## Politické působení
V komunálních volbách v roce 2010 byla zvolena jako nezávislá za subjekt „Čisté Šlapanice“ zastupitelkou města Šlapanice, a to z pozice lídryně kandidátky. Uskupení získalo 19,15 % hlasů. Ve volebním období 2010 až 2014 působila jako opoziční zastupitelka. Ve volbách v roce 2014 mandát zastupitelky města obhájila opět jako nezávislá za subjekt „Čisté Šlapanice“ a lídryně kandidátky. Uskupení získalo 31,93 % hlasů. Dne 10. listopadu 2014 byla navíc zvolena i starostkou města. Také ve volbách v roce 2018 byla zvolena zastupitelkou města a opět jako nezávislá za subjekt „Čisté Šlapanice“ z pozice lídryně kandidátky. Uskupení získalo 43,26 % hlasů. Na konci října 2018 byla po druhé zvolena starostkou města. Ve volbách v roce 2022 znovu obhájila post zastupitelky města, když opět jako nezávislá vedla kandidátku subjektu „Čisté Šlapanice“. V říjnu 2022 byla po třetí zvolena starostkou města.
V krajských volbách v roce 2016 kandidovala jako nestraník za hnutí STAN na kandidátce subjektu „Starostové pro Jižní Moravu“ (tj. hnutí STAN a hnutí SOM) do Zastupitelstva Jihomoravského kraje, ale neuspěla. Ve volbách v roce 2020 opět kandidovala jako nestraník za hnutí STAN na kandidátce subjektu „Starostové pro jižní Moravu“ (tj. hnutí STAN a hnutí SOL), ani tentokrát však nebyla zvolena.